# جيم مايكلز
جيم مايكلز (بالإنجليزية: Jim Michaels)‏ هو منتج تلفزيوني أمريكي، ولد في 12 سبتمبر 1965 في أرلينغتون هايتس في الولايات المتحدة.